# فردیناند (فیلم ۲۰۱۷)
فردیناند (به انگلیسی:Ferdinand) یک پویانمایی رایانه‌ای کمدی آمریکایی است. این فیلم بر اساس کتاب داستان فردیناند اثر مونرو لیف ساخته شده‌است. فردیناند نامزد دریافت جایزه اسکار بهترین فیلم پویانمایی در نودمین دوره جوایز اسکار بوده‌است.

## داستان
فردیناند یک گاو نر است که قلب مهربانی دارد و به گل‌ها علاقه‌مند است. او دوستی با انسان‌ها و سایر حیوانات را به مبارزه با آنها ترجیح می‌دهد. یک روز فردیناند با دختری رو به رو می‌شود که …

## دربارهٔ انیمیشنفردیناند
انیمیشن فردیناند محصول سال ۲۰۱۷ کشور آمریکا است. این انیمیشن به کارگردانی کارلوز سالدانیا و توسط کمپانی بلو اسکای استودیوز تولید شده‌است. جان سینا صداپیشگی شخصیتِ «فردیناند» را برعهده دارد. فردیناند یکی از انیمیشن‌های پرفروش سال ۲۰۱۷ بود.